# Markus Kägi
Pour les articles homonymes, voir Kagi.
Markus Kägi, né le 25 février 1954, est une personnalité politique suisse membre de l'Union démocratique du centre.

## Biographie
Il est conseiller d'État du canton de Zurich de 2007 à 2019.